# Vivien Merchant
Ada Brand Thomson (Manchester, 22 de julho de 1929 - Londres, 3 de outubro de 1982) foi uma atriz inglesa. Ela começou sua carreira em 1942 e tornou-se conhecida por papéis dramáticos no teatro e no cinema. Em 1956 casou-se com o dramaturgo Harold Pinter e atuou em muitas de suas peças.
Merchant alcançou sucesso considerável entre os anos 1950 e 1970, ganhando o BAFTA de Melhor Atriz em Televisão em 1964. Por seu papel no filme Como Conquistar as Mulheres (1966), ela recebeu uma indicação ao Oscar de Melhor Atriz Coadjuvante, ganhando o BAFTA de Cinema de Melhor Atriz Estreante. Em 1967, estrelou a produção da Broadway de The Homecoming, de Harold Pinter, e recebeu uma indicação ao Tony Award. Seus outros filmes incluem Estranho Acidente (1967), Até os Deuses Erram (1972), Frenesi (1972), Volta ao Lar (1973) e As Criadas (1975).

## Vida pessoal
Merchant foi a primeira esposa de Harold Pinter. Eles se casaram em 1956, e seu filho, Daniel, nasceu em 1958. O casamento deles começou a se desintegrar em meados da década de 1960.  Eles se divorciaram em 1980.

## Morte
Merchant morreu aos 53 anos em 3 de outubro de 1982, de alcoolismo.

## Filmografia

### Cinema
| Ano  | Título                      | Papel           | Nota(s) |
| ---- | --------------------------- | --------------- | --- |
| 1966 | Como Conquistar as Mulheres | Lily Clamacraft | BAFTA de Cinema de Melhor Atriz Estreante National Board of Review de Melhor Atriz Coadjuvante Indicada—Oscar de Melhor Atriz Coadjuvante Indicada—Globo de Ouro de Melhor Atriz Coadjuvante em Cinema |
| 1967 | Estranho Acidente           | Rosalind        | National Society of Film Critics Award de Melhor Atriz Codjuvante (vice-campeã) |
| 1969 | Alfredo, O Grande           | Freda           | |
| 1972 | Sob o Bosque de Leite       | Sra. Pugh       | |
| 1972 | Frenesi                     | Sra. Oxford     | |
| 1972 | Até os Deuses Erram         | Maureen Johnson | |
| 1973 | Volta ao Lar                | Ruth            | Indicada—BAFTA de Melhor Atriz Coadjuvante em Cinema |
| 1975 | As Criadas                  | Madame          | |

### Televisão
| Ano  | Título                      | Papel                       | Nota(s)                                                     |
| ---- | --------------------------- | --------------------------- | ----------------------------------------------------------- |
| 1948 | Virtuoso                    | Miss Coleman                |                                                             |
| 1955 | Sunday-Night Theatre        | Elsa Perkins                | Episódio: The Fifty Mark                                    |
| 1959 | The Infamous John Friend    | "Crown Inn" Landlady        | Episódio: Episode #1.4                                      |
| 1960 | Armchair Theatre            | Girl                        | Episódio: A Night Out                                       |
| 1960 | ITV Television Playhouse    | Rose Blatchford Sally Gibbs | Episódio: The Honeymooners episode: Night School            |
| 1962 | Studio 4                    | Olivia                      | Episódio: The Weather in the Streets                        |
| 1963 | The Lover                   | Sarah                       |                                                             |
| 1963 | Maupassant                  | Freda Dowie                 | Episódio: Wives and Lovers                                  |
| 1963 | ITV Television Playhouse    | Angela Fairbourne           | Episódio: In Confidence                                     |
| 1965 | ITV Play of the Week        | Kathy Grayson               | Episódio: The Fall of the Sparrow                           |
| 1966 | Theatre 625                 | Natalia Petrovna Gertrude   | Episódio: A Month in the Country episode: Focus             |
| 1966 | Seven Deadly Sins           | Jane                        | Episódio: My Friend Corby                                   |
| 1966 | Thirty-Minute Theatre       | Ella                        | Episódio: Ella                                              |
| 1968 | ITV Playhouse               | Tessa                       | Episódio: Funeral Games                                     |
| 1968 | Play of the Month           | Evelyn Daly                 | Episódio: Waters of the Moon                                |
| 1969 | ITV Saturday Night Theatre  | Maureen Instance            | Episódio: The Full Cheddar                                  |
| 1970 | ITV Saturday Night Theatre  | Augusta Fullam Audley       | Episódio: Wicked Women: Augusta Fullam Episode: Skyscrapers |
| 1971 | Aquarius                    | Anna, mais velha            | Episódio: 5 de junho de 1971                                |
| 1971 | Play of the Month           | Dona Ana                    | Episódio: Don Juan in Hell                                  |
| 1972 | A War of Children           | Nora Tomelty                | Telefilme                                                   |
| 1973 | Play of the Month           | Jane Noble                  | Episode: The Common                                         |
| 1973 | Softly, Softly: Taskforce   | Maggie Jarman               | Episode: Cover                                              |
| 1977 | The Lover                   | Sarah                       | Telefilme                                                   |
| 1977 | O Homem da Máscara de Ferro | Maria Theresa               | Telefilme                                                   |
| 1977 | The Velvet Glove            | Elizabeth Fry               | Episódio: Beyond This Life                                  |
| 1977 | Secret Army                 | Mile. Gunet                 | Episódio: Growing Up                                        |
| 1980 | Breakaway                   | Isabel Black                | Episódio: The Local Affair                                  |
| 1980 | A Tale of Two Cities        | Miss Pross                  | Minissérie                                                  |
| 1982 | Crown Court                 | Juíza                       | Episódio: Face Value: Part 1,                               |